# Лицей имени Данте

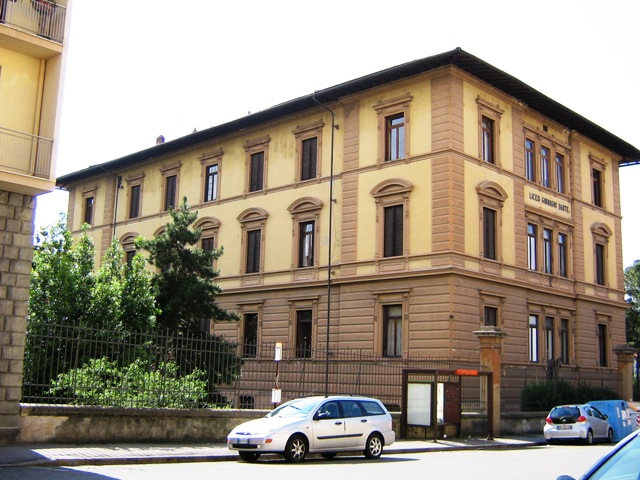
Вид Флорентийского Государственного Лицея имени Данте с левого конца площади Победы (Piazza della Vittoria)

Итальянское государственное образовательное учреждение среднего образования «Флорентийский Государственный Классический Лицей имени Данте (итал. Liceo Ginnasio di Stato Dante)» — знаменитая флорентийская школа, специализированная в изучении гуманитарных предметов, таких как философия, латинский язык, древнегреческий язык, итальянская и английская литературы. Выпускниками лицея являются многие политические и общественные деятели Европы, среди которых премьер-министр Итальянской Республики Маттео Ренци.

## История
Лицей был создан по Указу Великого Герцога Тосканы Леопольда II от 30 сентября 1853 года, который в Указе назвал учреждение «флорентийским лицеем». Однако в 1865 году, году 600-летия итальянского поэта Данте Алигьери, к официальному названию института была добавлена фамилия поэта в его честь. Благодаря знаменитым образовательным реформам второй половины XIX века, которые коснулись и Флорентийского Университета, ставшего ведущим учреждением по подготовке дипломатов Герцогства Тосканы, в лицее активно стали преподаваться, помимо общеобразовательных предметов, ораторское искусство, риторика, история политики и др. В 1921 году руководство Лицея решило отказаться от здания в центре города Флоренции в пользу нового здания в стиле Модерн на площади Победы (итал. Piazza della Vittoria), находящего в более отдаленном от городского центра районе.
Лицей имени Данте остается одним из старейших образовательных учреждений Флоренции, знаменитым качеством и глубиной предоставляемых образовательных услуг.

## Знаменитые выпускники
В лицее училось множество итальянских и зарубежных политических и общественных деятелей. В последний век лицей приобрел значимость благодаря тому, что многие его выпускники оказались востребованными на политической арене Италии и Европы. Это произошло из-за того, что твёрдые знания по европейской культуре, латинскому и древнегреческому языку, древнегреческой мифологии, политической теории древнего мира и углублённое изучение западной истории и всемирной философии стали фундаментальным базовым требованием для молодого поколения европейских политиков.
В числе знаменитых выпускников упоминаются:
- Сидней Соннино (1847—1922), итальянский политик и государственный деятель, дважды возглавлял кабинет министров Италии, работал министром финансов. Первый в истории глава кабмина Италии еврейского происхождения. Сидней Соннино в течение двух десятилетий работал в дипломатической службе Италии в европейских столицах Вене, Мадриде и Париже. Был также автором секретного соглашения между Англией и Италией, подписанного им накануне Первой мировой войны, согласно которому Италия обещала вступить в войну на стороне Антанты, нарушая ранее взятые на себя обязательства по Тройственному Союзу.
- Витторио Шалоя (1856—1933), профессор права, политический деятель Италии. В 1909 году министр юстиции, в 1919 — министр иностранных дел. Участник ряда международных конференций, проводившихся под эгидой Лиги наций по окончании Первой мировой войны. С 1924 года — учредитель Института Итальянской энциклопедии и член её редакционной коллегии. Автор ряда литературных произведений[4].
- Эмилио Виллари (1836—1904) — итальянский физик, член Академии деи Линчеи
- Его Высокопреосвященство кардинал Сильвано Пьованелли (итал. Silvano Piovanelli; род. 21 февраля 1924, Муджело, Итальянское королевство) — итальянский кардинал. Титулярный епископ Тубуне ди Мауретания и вспомогательный епископ Флоренции с 28 мая 1982 по 18 марта 1983
- Лапо Пистелли — итальянский политолог, журналист и политик, заместитель министра иностранных дел Италии в правительстве Летта (2013—2014) и в правительстве Ренци (2014—2015).
- Сандра Бонсанти — известный журналист популярной газеты «La Repubblica», депутат парламента Италии, почётный член Парламентской Комиссии по борьбе против мафии с 1994 года по 1996 год.
- Аугусто Мурри (1841—1932) — итальянский учёный, медик, один из наиболее выдающихся клинических врачей и новаторов своего времени в патологической анатомии, гистологии, микробиологии и экспериментальной патологической физиологии. Профессор Болонского университета в 1877—1916 годах, ректор Болонского университета (1891), депутат итальянского парламента (1891), член Высшего совета по вопросам образования Италии.

- Маттео Ренци (итал. Matteo Renzi; род. 11 января 1975 года, Флоренция) — итальянский политический и государственный деятель, лидер (национальный секретарь) Демократической партии (ДП) с 15 декабря 2013 года[5][6], глава администрации провинции Флоренция с 14 июня 2004 года по 22 июня 2009 года, мэр Флоренции с 22 июня 2009 года по 24 марта 2014 года, председатель Совета министров Италии с 22 февраля 2014 года по 12 декабря 2016 года.
- Риккардо Ненчини — итальянский политик, национальный секретарь воссозданной Итальянской социалистической партии (с 2007 года). В 1992 году избран в Палату депутатов Италии XI созыва по списку ИСП и входил во фракцию этой партии до 1994 года, до истечения срока депутатских полномочий[7]. С 2000 по 2010 год Ненчини являлся председателем регионального совета Тосканы[итал.].
- Джованни Пасколи (итал. Giovanni Pascoli, 31 декабря 1855, Сан-Мауро-ди-Романья, ныне переименован в его честь Сан-Мауро-Пасколи, провинция Форли-Чезена, Эмилия-Романья — 6 апреля 1912, Болонья) — итальянский поэт и филолог-классик.